# Anopheles kolambuganensis
Anopheles kolambuganensis este o specie de țânțari din genul Anopheles, descrisă de Francisco E. Baisas în anul 1932.
Este endemică în Filipine. Conform Catalogue of Life specia Anopheles kolambuganensis nu are subspecii cunoscute.